# Jon Lilygreen
Predefinição:Infobox artista musical
Jon Lilygreen (nascido em 4 de agosto de 1987) é um cantor galês, que junto com a banda The Islanders representou Chipre no Eurovision Song Contest 2010 em Oslo, Noruega, com a música "Life Looks Better in Spring" e conquistou o 21º lugar de 39 participantes. Ele também é um duo de compositores junto com Jon Maguire.

## Biografia
Lilygreen nasceu em Newport, Wales, United Kingdom. Andou na Bettws High School em Newport e depois Crosskeys College, e participou em performances em várias lugares de Newport, incluindo Le Pub, Meze Lounge, Kama Lounge (Newport), Sessions at The Riverfront, e um número de vezes em Celtic Manor.